# Tetragonicipitidae
Tetragonicipitidae é uma família de crustáceos da ordem Harpacticoida.